# Katalog Dolidze
Katalog Dolidze – katalog astronomiczny zawierający 47 gromad otwartych zestawiony przez astronoma V. M. Dolidze w 1961 roku.

## Dane obserwacyjne
| Obiekt     | Gwiazdozbiór | Rektascensja (J2000) | Deklinacja (J2000) | Uwagi                                      |
| ---------- | ------------ | -------------------- | ------------------ | ------------------------------------------ |
| Dolidze 1  | Łabędź       | 20h 08m 00s          | +36° 33′ 00″       |                                            |
| Dolidze 2  | Łabędź       | 20h 09m 00s          | +41° 22′ 00″       |                                            |
| Dolidze 3  | Łabędź       | 20h 15m 00s          | +36° 49′ 00″       |                                            |
| Dolidze 4  | Łabędź       | 20h 18m 00s          | +36° 45′ 00″       |                                            |
| Dolidze 5  | Łabędź       | 20h 20m 00s          | +39° 22′ 00″       |                                            |
| Dolidze 6  | Łabędź       | 20h 21m 00s          | +41° 22′ 00″       |                                            |
| Dolidze 7  | Łabędź       | 20h 21m 00s          | 37° 23′ 00″        | Berkeley 87                                |
| Dolidze 8  | Łabędź       | 24h 24m 00s          | +42° 16′ 00″       |                                            |
| Dolidze 9  | Łabędź       | 20h 26m 00s          | +41° 54′ 00″       |                                            |
| Dolidze 10 | Łabędź       | 20h 26m 00s          | +40° 07′ 00″       |                                            |
| Dolidze 11 | Łabędź       | 20h 26m 00s          | +41° 25′ 00″       |                                            |
| Dolidze 12 | Kasjopeja    | 00h 41m 00s          | +60° 52′ 00″       | w rzeczywistości asteryzm                  |
| Dolidze 13 | Kasjopeja    | 00h 50m 00s          | +64° 08′ 00″       |                                            |
| Dolidze 14 | Byk          | 04h 07m 00s          | +27° 34′ 00″       |                                            |
| Dolidze 15 | Woźnica      | 05h 05m 00s          | +34° 50′ 00″       | prawdopodobnie asteryzm                    |
| Dolidze 16 | Woźnica      | 05h 15m 00s          | +32° 43′ 00″       |                                            |
| Dolidze 17 | Orion        | 05h 22m 00s          | +07° 07′ 00″       | możliwy asteryzm                           |
| Dolidze 18 | Woźnica      | 05h 24m 00s          | +33° 17′ 00″       |                                            |
| Dolidze 19 | Orion        | 05h 23m 00s          | +08° 10′ 00″       |                                            |
| Dolidze 20 | Woźnica      | 05h 29m 00s          | +33° 41′ 00″       |                                            |
| Dolidze 21 | Orion        | 05h 27m 00s          | +07° 04′ 00″       |                                            |
| Dolidze 22 | Jednorożec   | 06h 23m 00s          | +04° 39′ 00″       | prawdopodobnie nie jest to gromada         |
| Dolidze 23 | Jednorożec   | 06h 43m 00s          | +00° 01′ 00″       |                                            |
| Dolidze 24 | Jednorożec   | 06h 44m 00s          | +01° 45′ 00″       |                                            |
| Dolidze 25 | Jednorożec   | 06h 45m 00s          | +00° 18′ 00″       |                                            |
| Dolidze 26 | Mały Pies    | 07h 30m 00s          | +11° 57′ 00″       |                                            |
| Dolidze 27 | Wężownik     | 16h 37m 00s          | -08° 56′ 00″       |                                            |
| Dolidze 28 | Tarcza       | 18h 25m 00s          | -14° 39′ 00″       |                                            |
| Dolidze 29 | Tarcza       | 18h 31m 00s          | -06° 37′ 00″       | możliwy asteryzm w tym samym polu co Do 31 |
| Dolidze 30 | Tarcza       | 18h 33m 00s          | -06° 02′ 00″       | możliwy asteryzm                           |
| Dolidze 31 | Tarcza       | 18h 35m 00s          | -06° 51′ 00″       | możliwy asteryzm                           |
| Dolidze 32 | Tarcza       | 18h 40m 00s          | -04° 05′ 00″       |                                            |
| Dolidze 33 | Tarcza       | 18h 41m 18s          | -04° 21′ 37″       |                                            |
| Dolidze 34 | Tarcza       | 18h 41m 54s          | -04° 16′ 37″       |                                            |
| Dolidze 35 | Orzeł        | 19h 25m 00s          | +11° 40′ 00″       |                                            |
| Dolidze 36 | Łabędź       | 20h 03m 00s          | +42° 06′ 00″       | prawdopodobnie asteryzm                    |
| Dolidze 37 | Łabędź       | 20h 03m 00s          | +37° 41′ 00″       | prawdopodobnie asteryzm                    |
| Dolidze 38 | Łabędź       | 20h 06m 00s          | +41° 11′ 00″       |                                            |
| Dolidze 39 | Łabędź       | 20h 16m 00s          | +37° 55′ 00″       |                                            |
| Dolidze 40 | Łabędź       | 20h 18m 00s          | +37° 51′ 00″       |                                            |
| Dolidze 41 | Łabędź       | 20h 19m 00s          | +37° 45′ 00″       | niska koncentracja, asteryzm?              |
| Dolidze 42 | Łabędź       | 20h 20m 00s          | +38° 08′ 00″       | asteryzm                                   |
| Dolidze 43 | Łabędź       | 20h 22m 00s          | +39° 57′ 00″       | możliwy asteryzm                           |
| Dolidze 44 | Łabędź       | 20h 30m 00s          | +41° 43′ 00″       |                                            |
| Dolidze 45 | Łabędź       | 20h 41m 00s          | +36° 37′ 00″       |                                            |
| Dolidze 46 | Kasjopeja    | 23h 22m 00s          | +55° 46′ 00″       | możliwy asteryzm                           |
| Dolidze 47 | Łabędź       | 20h 42m 00s          | +36° 37′ 00″       |                                            |